# Richard Rogers (Architekt)

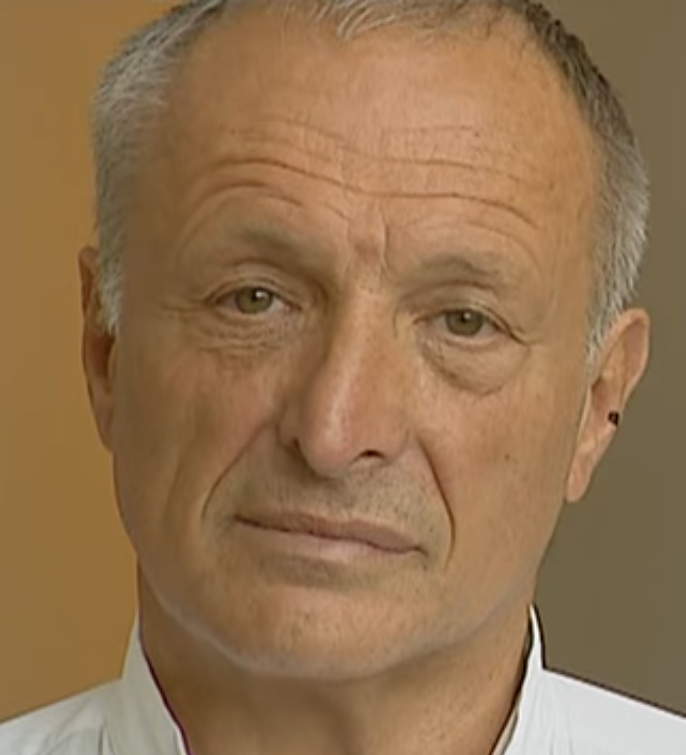
Richard George Rogers (2016)

Richard George Rogers, Baron Rogers of Riverside CH Kt (* 23. Juli 1933 in Florenz, Italien; † 18. Dezember 2021 in London) war ein italo-britischer Architekt, Pritzker-Preisträger 2007 und Life Peer. Er galt als einer der erfolgreichsten und einflussreichsten Architekten weltweit. Von ihm stammen u. a. die Entwürfe für das Centre Georges Pompidou in Paris und den Millennium Dome in London.

## Biografie

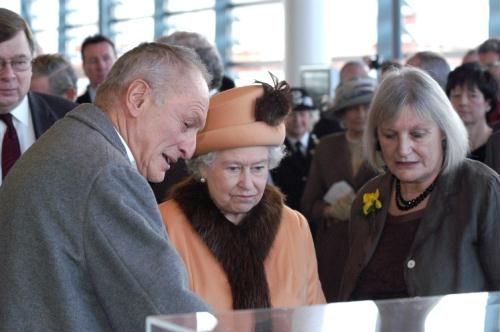
Richard Rogers (vorne links) mit Queen Elizabeth II. und der walisischen Finanzministerin Sue Essex bei der Eröffnung der Senedd in Cardiff (2011)

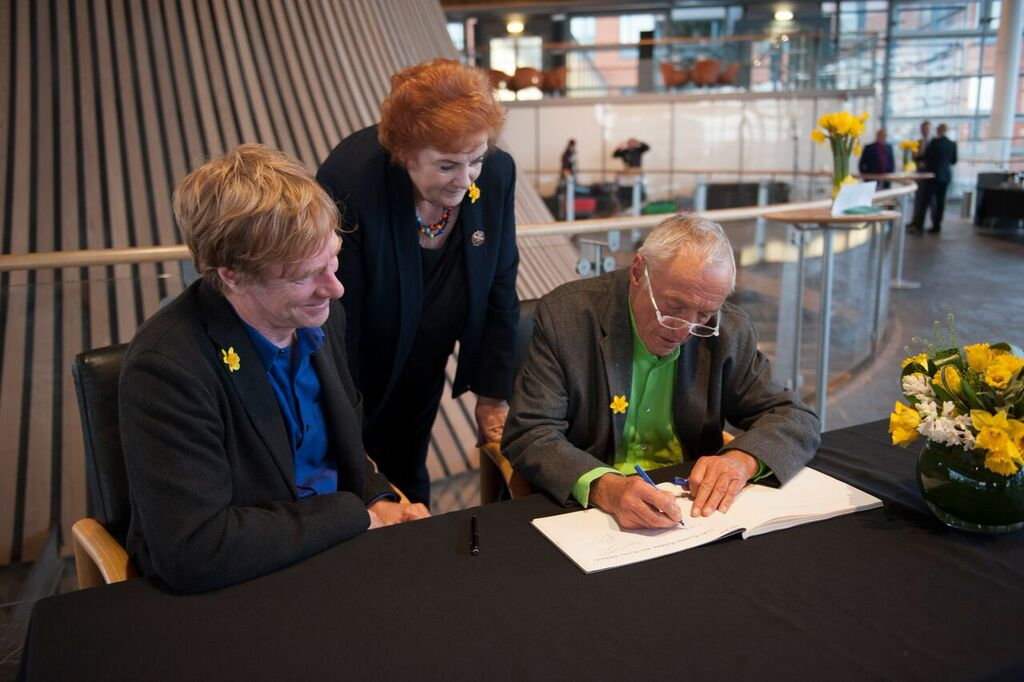
Ivan Harbour, Rosemary Butler und Richard Rogers in der Senedd

Rogers war der Sohn eines Arztes, seine Mutter war sehr an modernem Design interessiert. Wegen der jüdischen Herkunft des Vaters musste die Familie Rogers mit ihrem fünfjährigen Richard und seinem jüngeren Bruder Italien verlassen. 1938 zog sie nach England. Dort wurde Richard Rogers eingeschult. Er blieb ein schlechter Schüler, da er eine Lese- und Rechtschreibschwäche hatte, die man damals noch nicht diagnostizieren konnte. Gleichwohl schloss er die Sekundarstufe 1951 ab und war den Wünschen der Eltern entsprechend einem Zahnarztstudium zugeneigt. Als er das Festival of Britain besuchte, war er von den dort temporär errichteten Bauten fasziniert. Während seines zweijährigen Militärdienstes wurde er nach Triest versetzt. Hier lernte er die Arbeiten von Ernesto Nathan Rogers (BBPR) kennen, einem der bekanntesten italienischen Architekten und Cousin seines Vaters. Rogers entschied sich daraufhin, an der Architectural Association School in London zu studieren (1954 bis 1959).
1961 konnte er wegen eines Fulbright-Stipendiums an der Yale School of Art and Architecture weiterstudieren, wo er seinen Master's degree in Architektur erhielt. In Yale entwickelte er ein Interesse für das Werk von Frank Lloyd Wright, seinem ersten Hausgott („my first god“).
Nach dem Studium arbeitete er zunächst für das Büro Skidmore, Owings and Merrill in New York City, dann kehrte er 1963 nach England zurück. Dort gründete er mit seiner späteren Ehefrau Su Brumwell und Norman Foster mit dessen späterer Ehefrau Wendy Cheeseman, das Architekturbüro Team 4
Ab 1969 arbeitete er mit Renzo Piano an verschiedenen Projekten, die nicht verwirklicht wurden, bis sie den Wettbewerb für das Centre Pompidou gewannen, welches von 1971 bis 1977 gebaut wurde. Nach diesem Erfolg trennten sich die beiden Architekten. Das Planungsbüro Richard Rogers Partnership wurde 1977 gegründet und hat heute Niederlassungen in London, Barcelona, Madrid und Tokio. Im April 2007 erweiterte er die Teilhaberschaft an seiner Sozietät und änderte den Namen in Rogers Stirk Harbour + Partners.
Von 1998 bis 2005 war Rogers Vorsitzender der Urban Task Force, einer Arbeitsgruppe der britischen Regierung zu Fragen der Stadterneuerung.

## Privates
1969 lernte er die 15 Jahre jüngere amerikanische Studentin Ruth Elias kennen, für die er seine erste Frau verließ. Die beiden heirateten 1973 und bekamen zwei weitere Söhne. Rogers war Vater von fünf Söhnen (von denen einer 2011 starb). Richard Rogers starb am 18. Dezember 2021 in London.

## Werke
Er wurde international bekannt durch Bauwerke wie das Centre Georges Pompidou in Paris (geplant in Zusammenarbeit mit Renzo Piano, 1971), das Lloyd’s in London, den Europäischen Gerichtshof für Menschenrechte in Straßburg und den Millennium Dome in London. Weitere Projekte waren der Bau des Gebäudes der National Assembly for Wales, der Umbau einer Stierkampfarena in Barcelona, der Bau des Terminal 5 des Flughafens London-Heathrow, der Bau des neuen Gerichtsgebäudes in Antwerpen und der Flughafen Madrid-Barajas, der im August 2006 die größte Baustelle in Europa war.
Ein weiteres großes Projekt, welches 2018 abgeschlossen wurde, war ein neues Gebäude am Ground Zero in New York City. Richard Rogers ist der Architekt des 357 Meter hohen Three World Trade Centers (Turm 3 des neuen World Trade Center Komplexes). Ein weiterer Wolkenkratzer entstand in Seoul, der 338 Meter hohe Parc 1 Tower A. Das Design beider Gebäude ähnelt sich leicht.
Seine architektonische Formensprache ist durch einen oft demonstrativen Einsatz von High-Tech-Elementen gekennzeichnet, die Rogers häufig aus Bereichen außerhalb der Architektur wie z. B. dem Schiffs- und Automobilbau und der Computertechnologie übernahm. Damit einher geht außerdem ein hoher ökologischer Anspruch seiner Architektur. Rogers veranlasste darüber hinaus, dass das Einkommensgefälle in seiner Sozietät nicht mehr als das Sechsfache zwischen den Direktoren und den am niedrigsten bezahlten Architekten erreicht.
In einem Architekturstreit mit Prinz Charles (heute König Charles III.) warf Richard Rogers dem damaligen Thronfolger vor, er missbrauche seine konstitutionelle Rolle und mische sich in politische Prozesse ein. Im Sommer 2009 hatten die arabischen Eigner eines ehemaligen Kasernengeländes in London einen Bauantrag von Rogers zurückgezogen. Zuvor hatte Prinz Charles der Königsfamilie aus Katar nahegelegt, den modernen Entwurf für die „Chelsea Barracks“ zugunsten eines klassischeren zu überdenken. Daraufhin erklärte die mit dem Projekt betraute Baufirma, es solle gemeinsam mit der Architekturstiftung des Prinzen ein neues Design ausgewählt werden.
Zusammen mit Oliver Collignon entwarf Rogers den Berliner U-Bahnhof Rotes Rathaus.

## Auszeichnungen
1991 wurde Rogers als Knight Bachelor in den Adelsstand erhoben. 1996 erhielt er als Baron Rogers of Riverside, of Chelsea in the Royal Borough of Kensington and Chelsea, die Würde eines Life Peer und damit einen Sitz im House of Lords.
- Auguste-Perret-Preis 1978
- RIBA Royal Gold Medal 1985
- Gewinner der Thomas Jefferson Memorial Foundation Medaille 1999
- Gewinner des Praemium Imperiale Prize for Architecture 2000
- Légion d’Honneur 1986
- Ehrenmitglied im Bund Deutscher Architekten BDA 1990
- Ritterschlag als Knight Bachelor („Sir“) 1991
- Life Peerage 1996
- RIBA Sterling Prize 2006 für den Flughafen Madrid – Barajas
- Pritzker-Preis 2007[5]
- Order of the Companions of Honour 2008
- Goldmedaille des American Institute of Architects 2019

### Palais de Justice Bordeaux

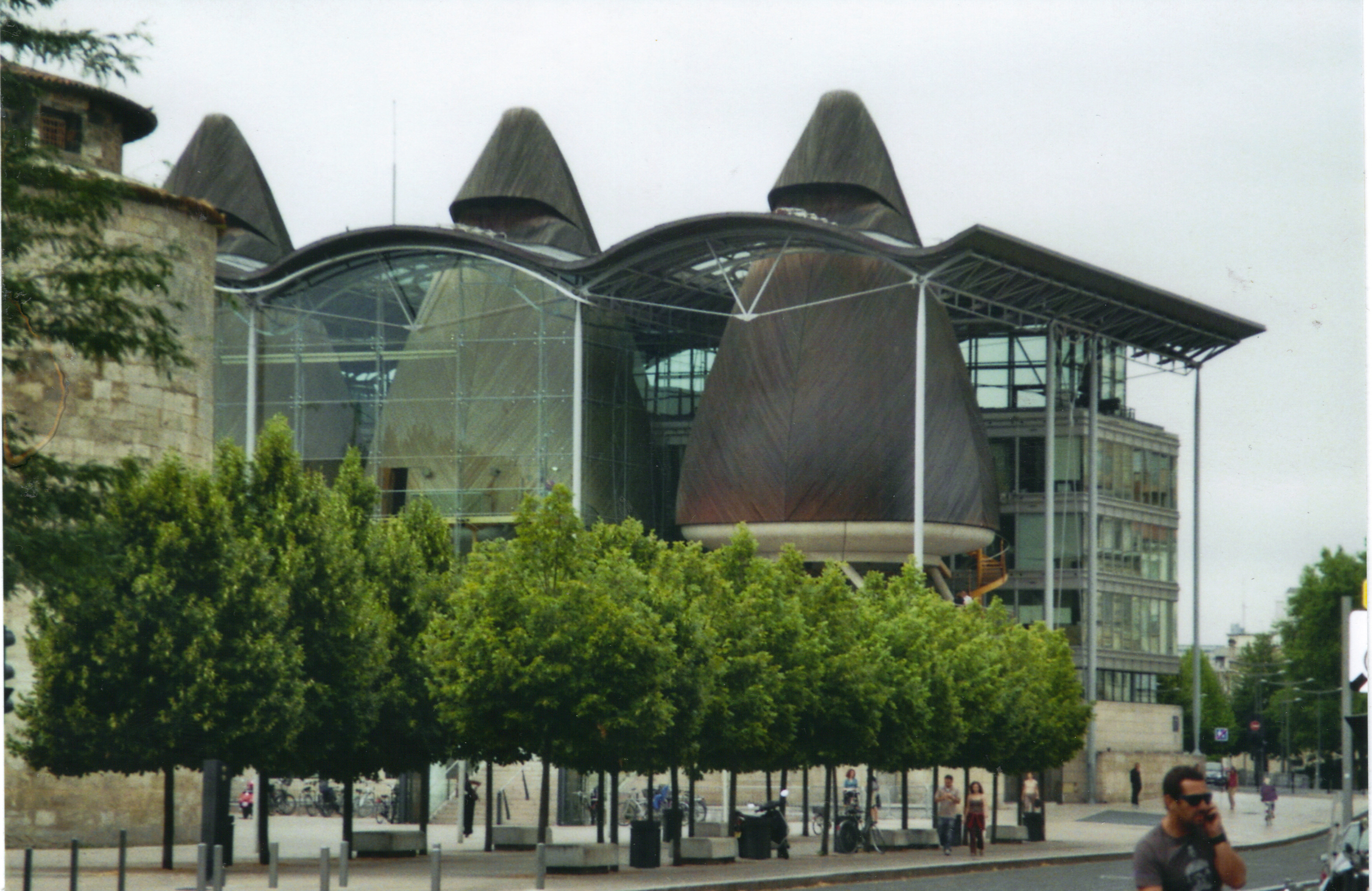
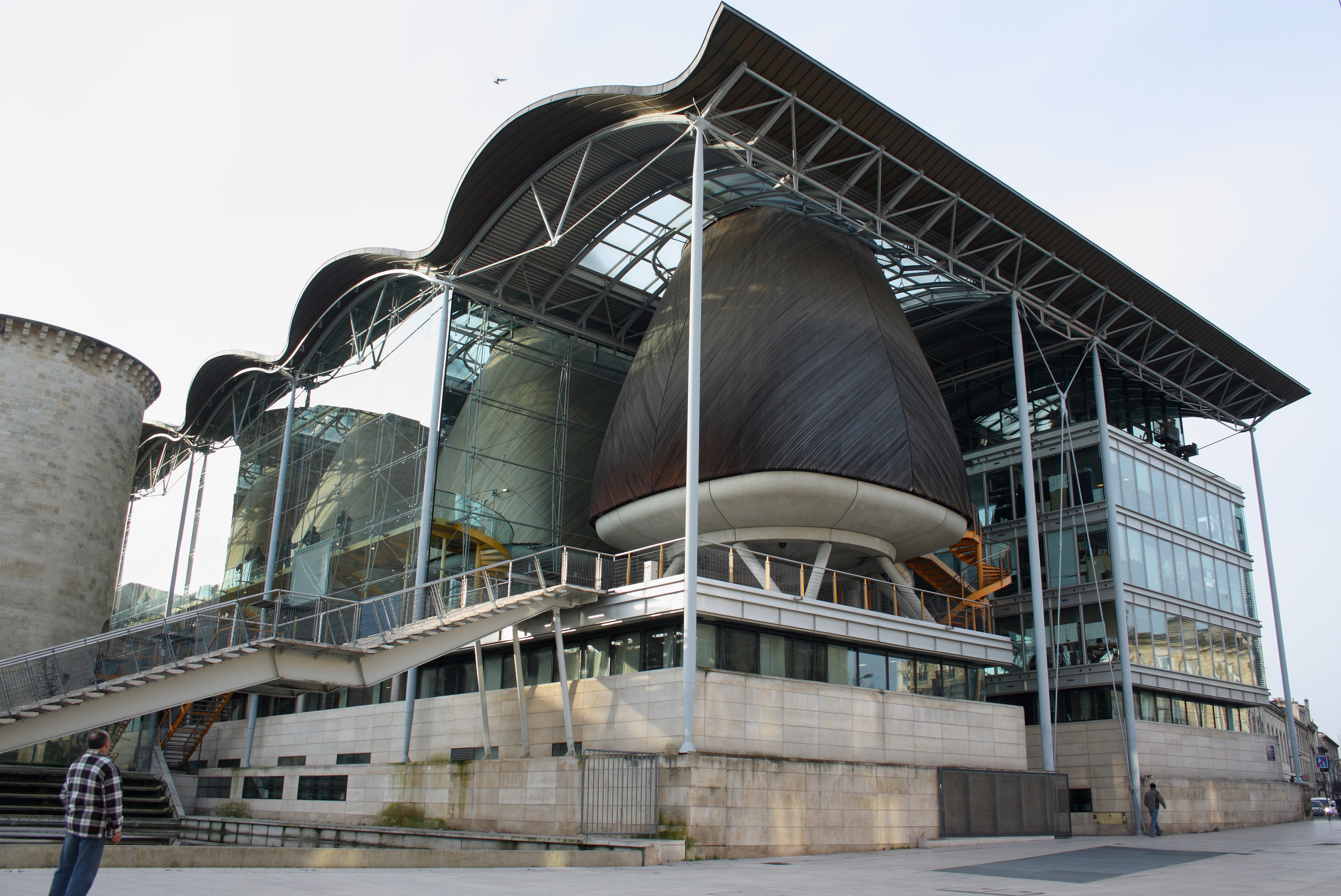
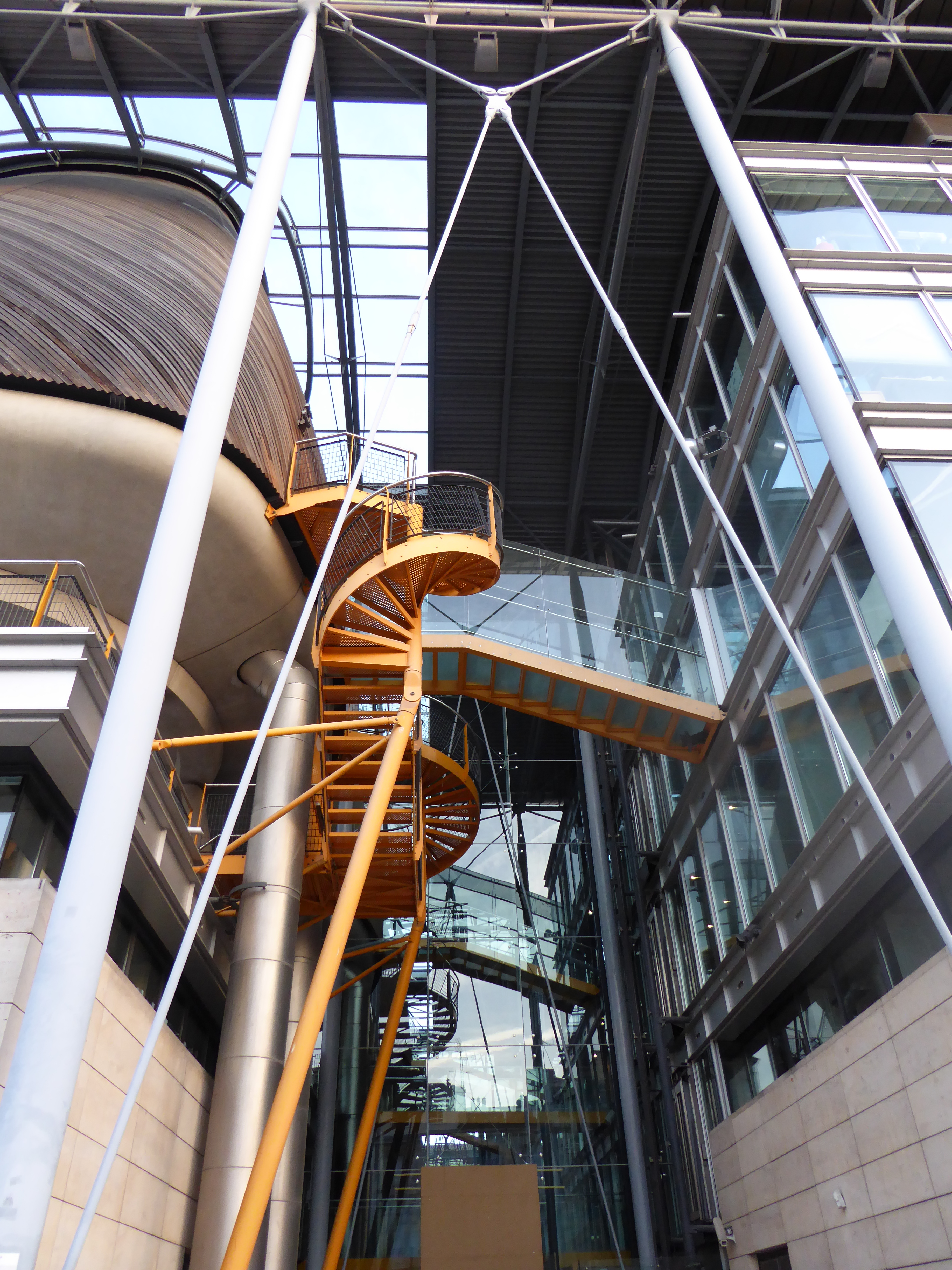

### Atrium Tower Berlin

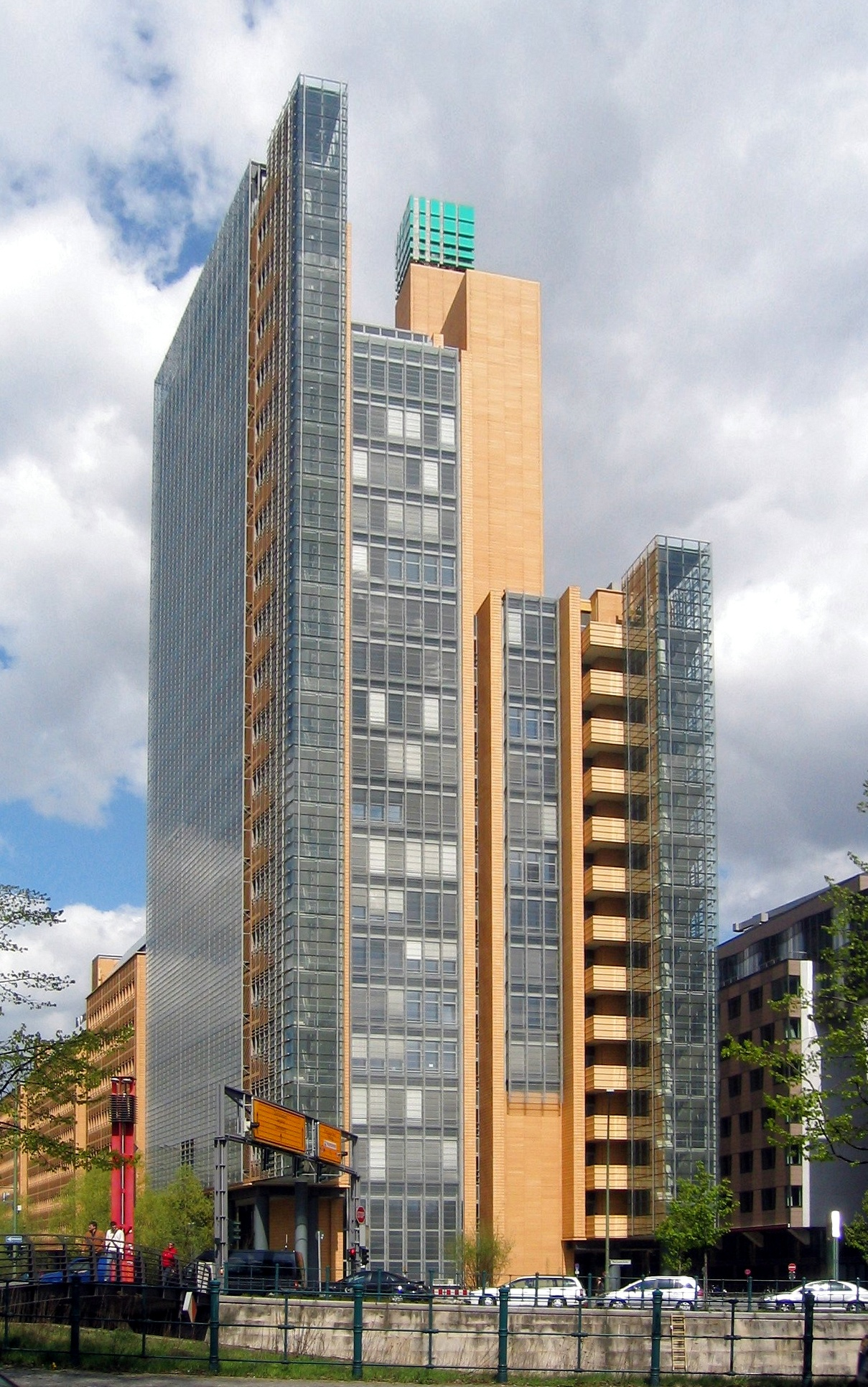
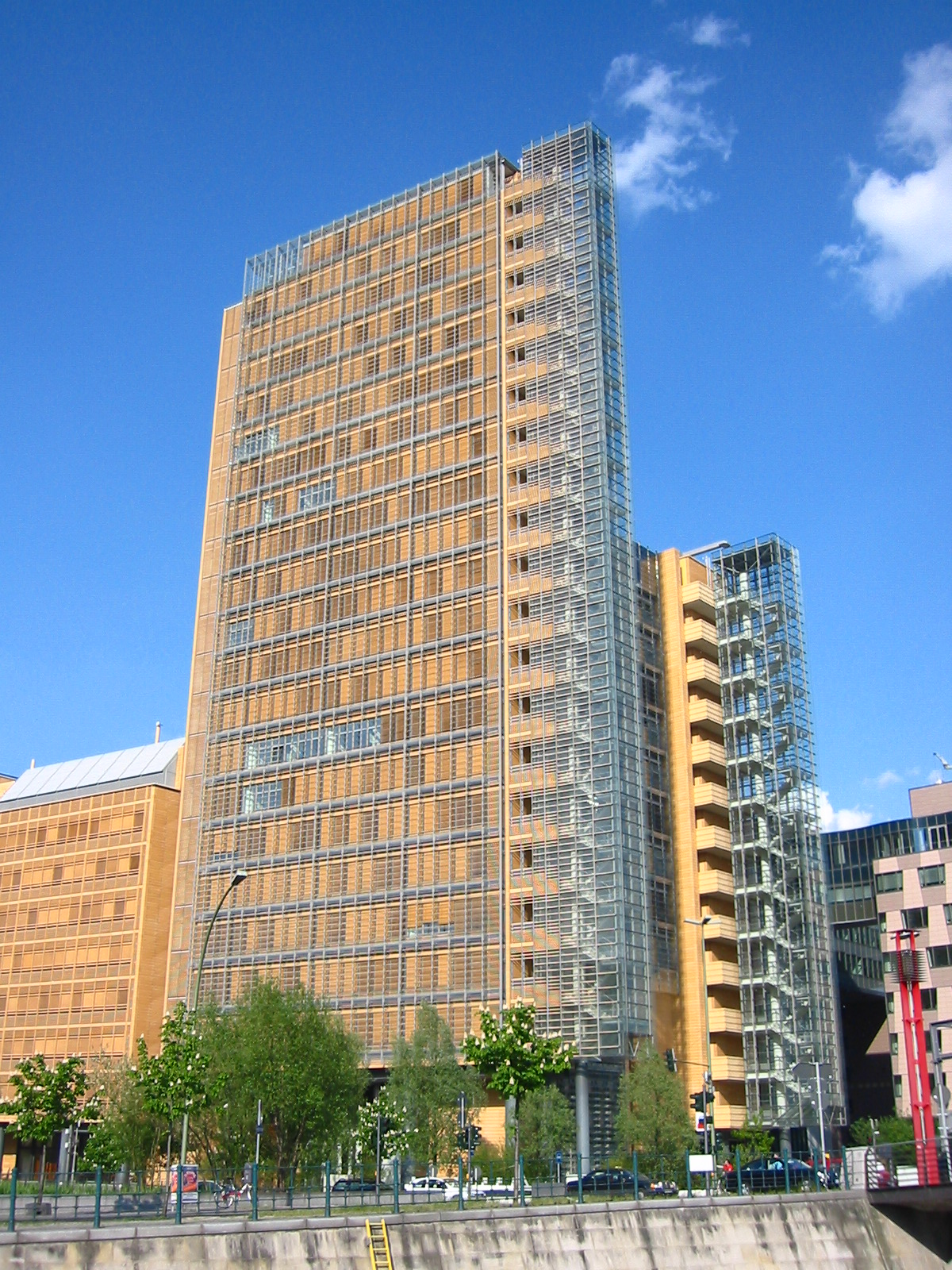
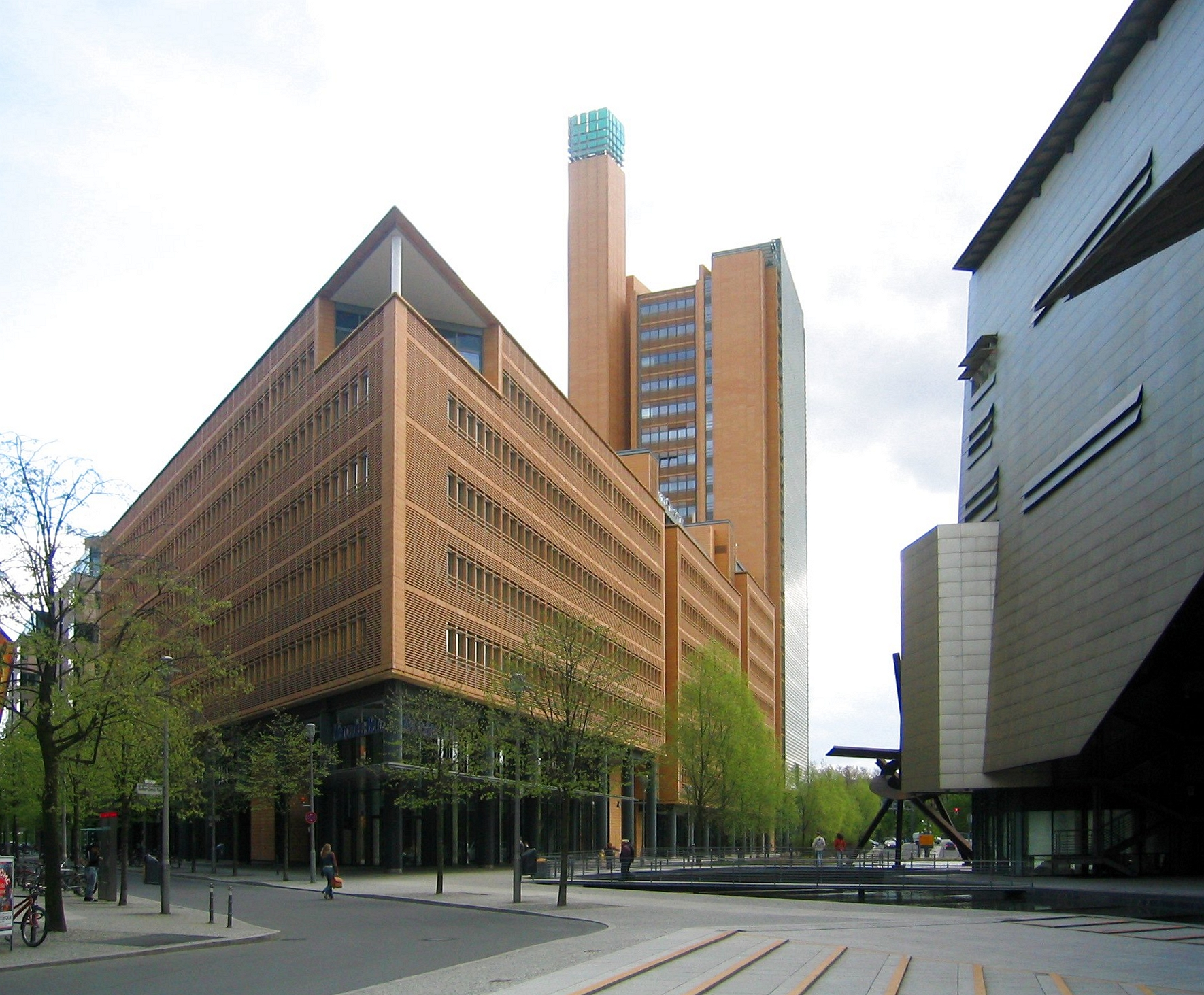

### Centre Georges Pompidou

### Bodegas Protos

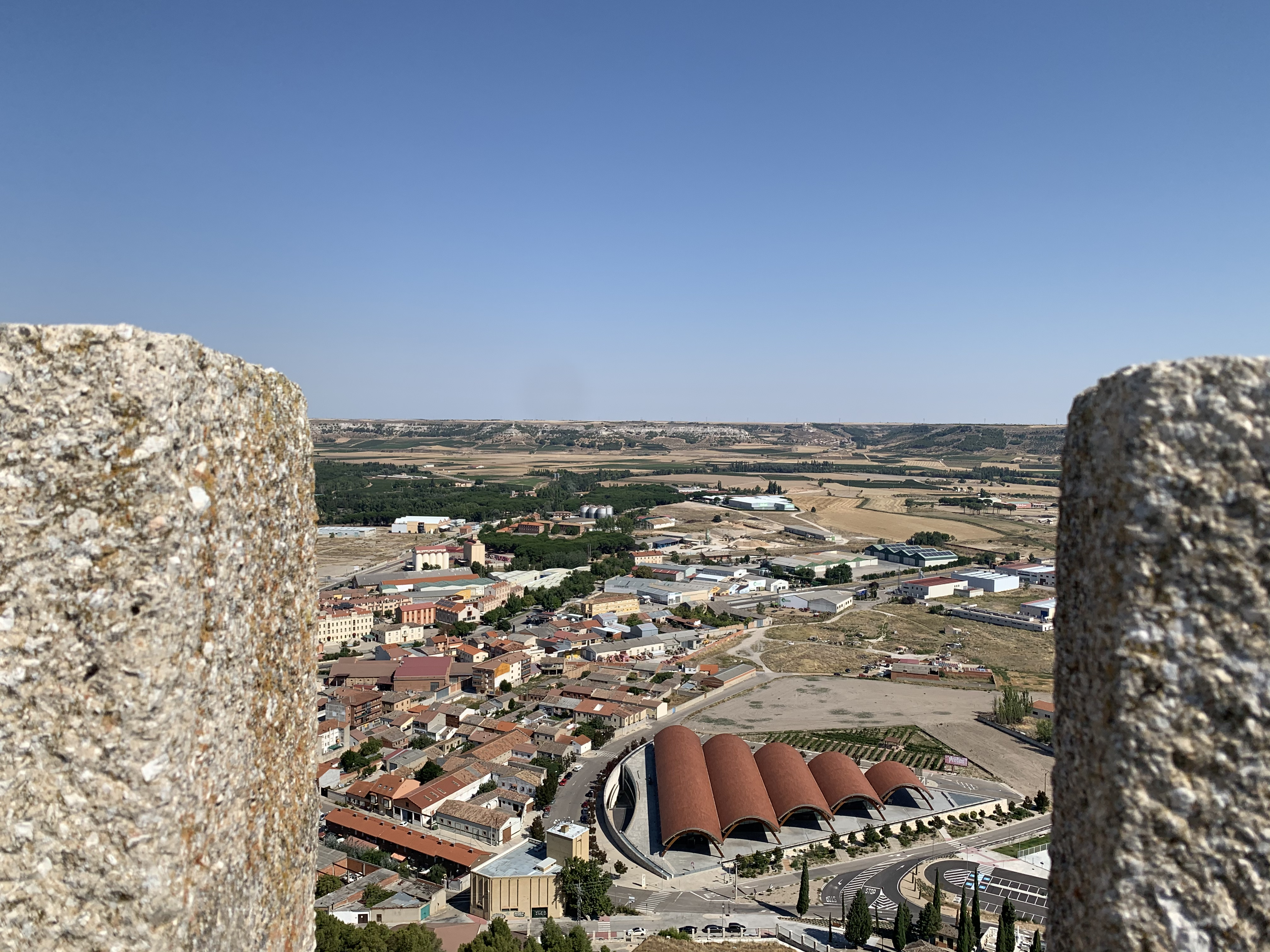
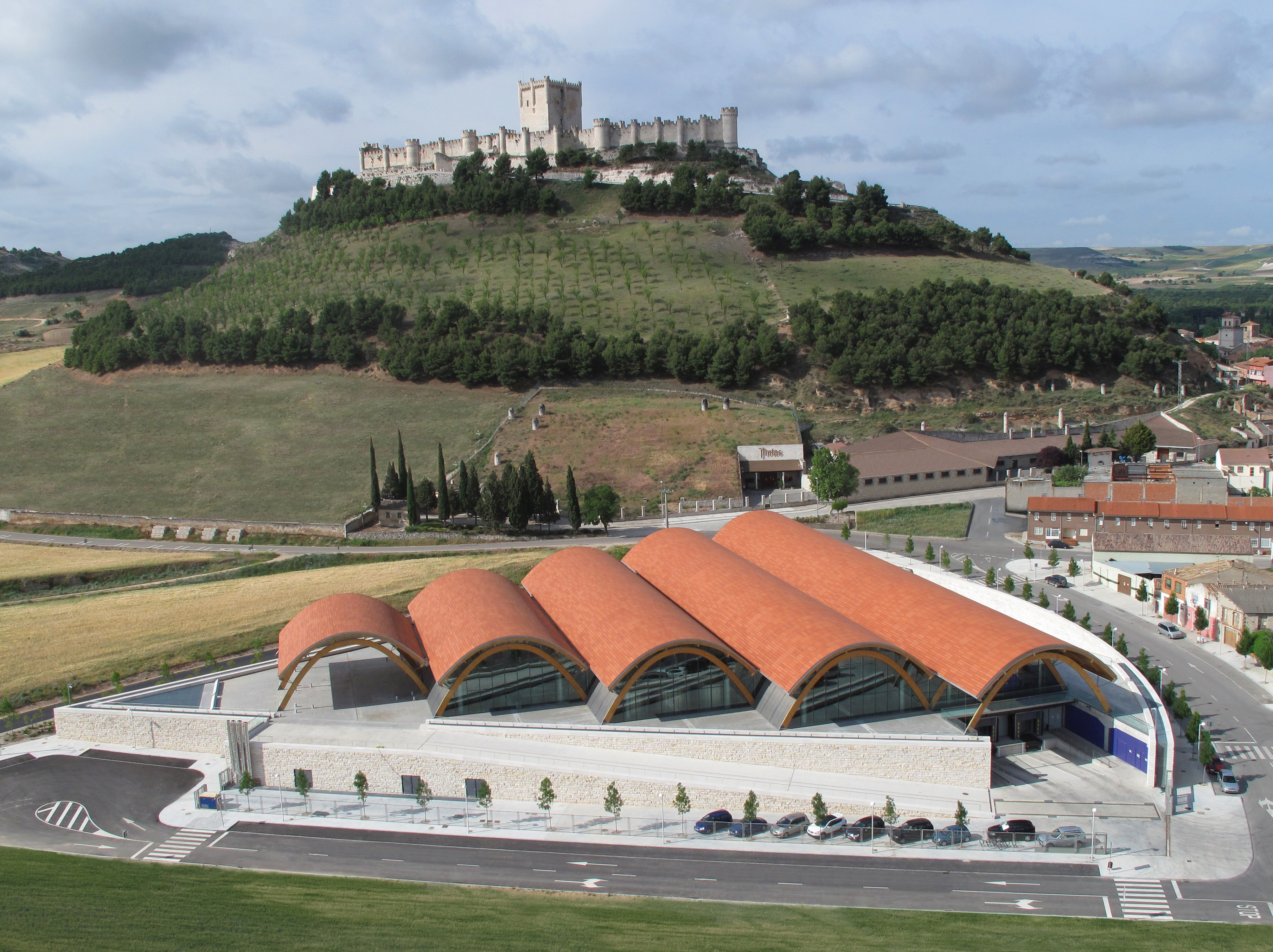
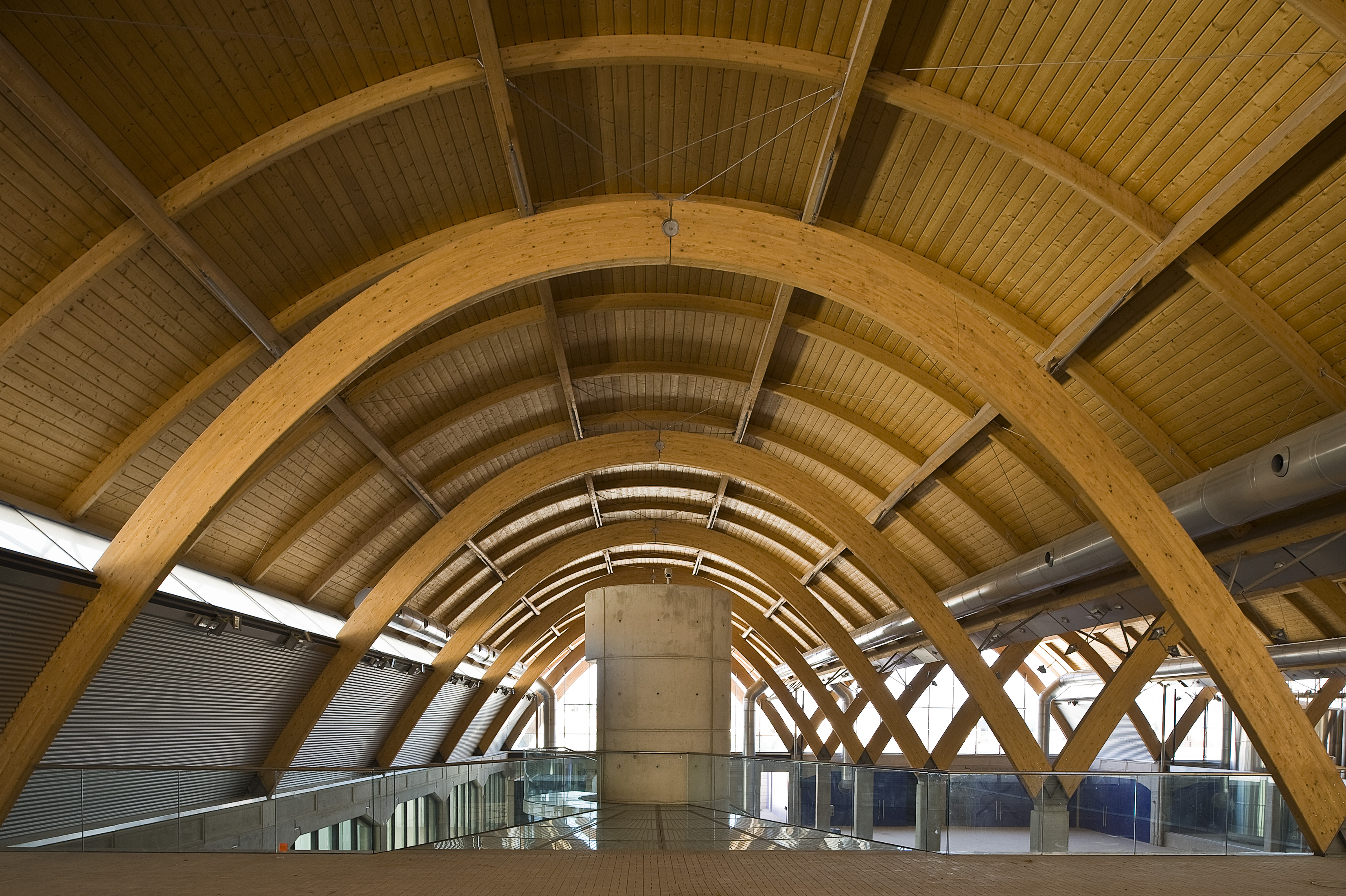

### Lloyd’s Building London

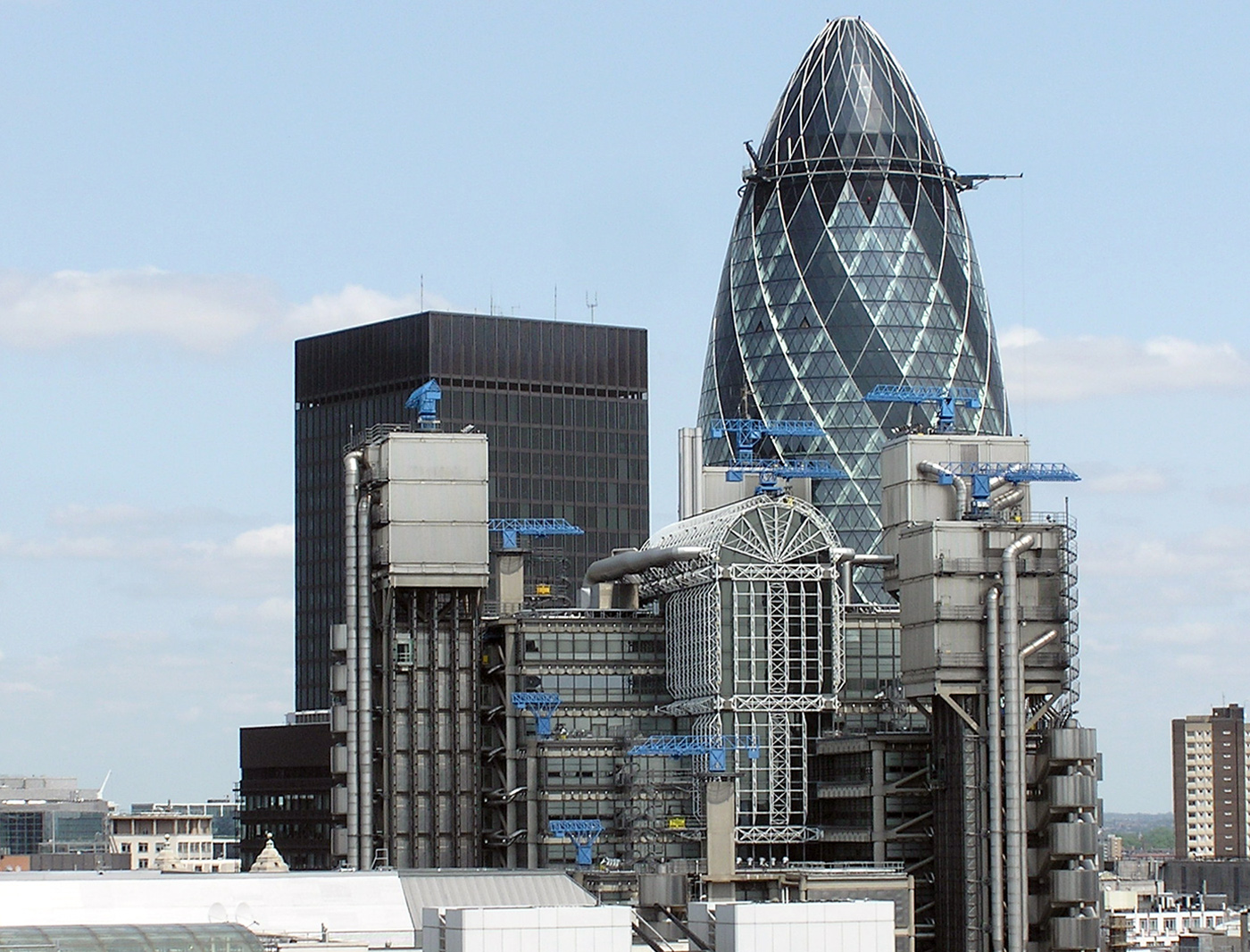
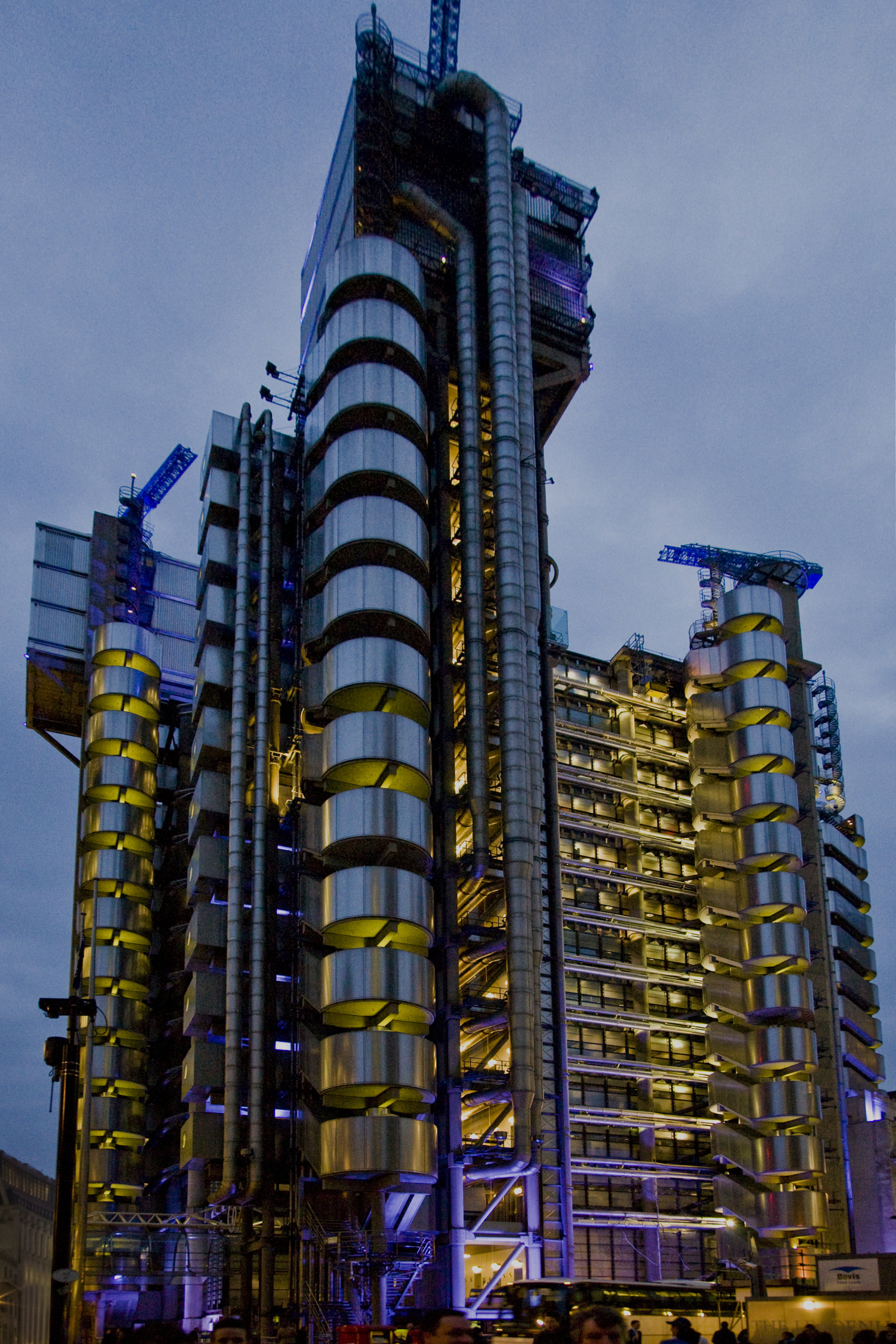
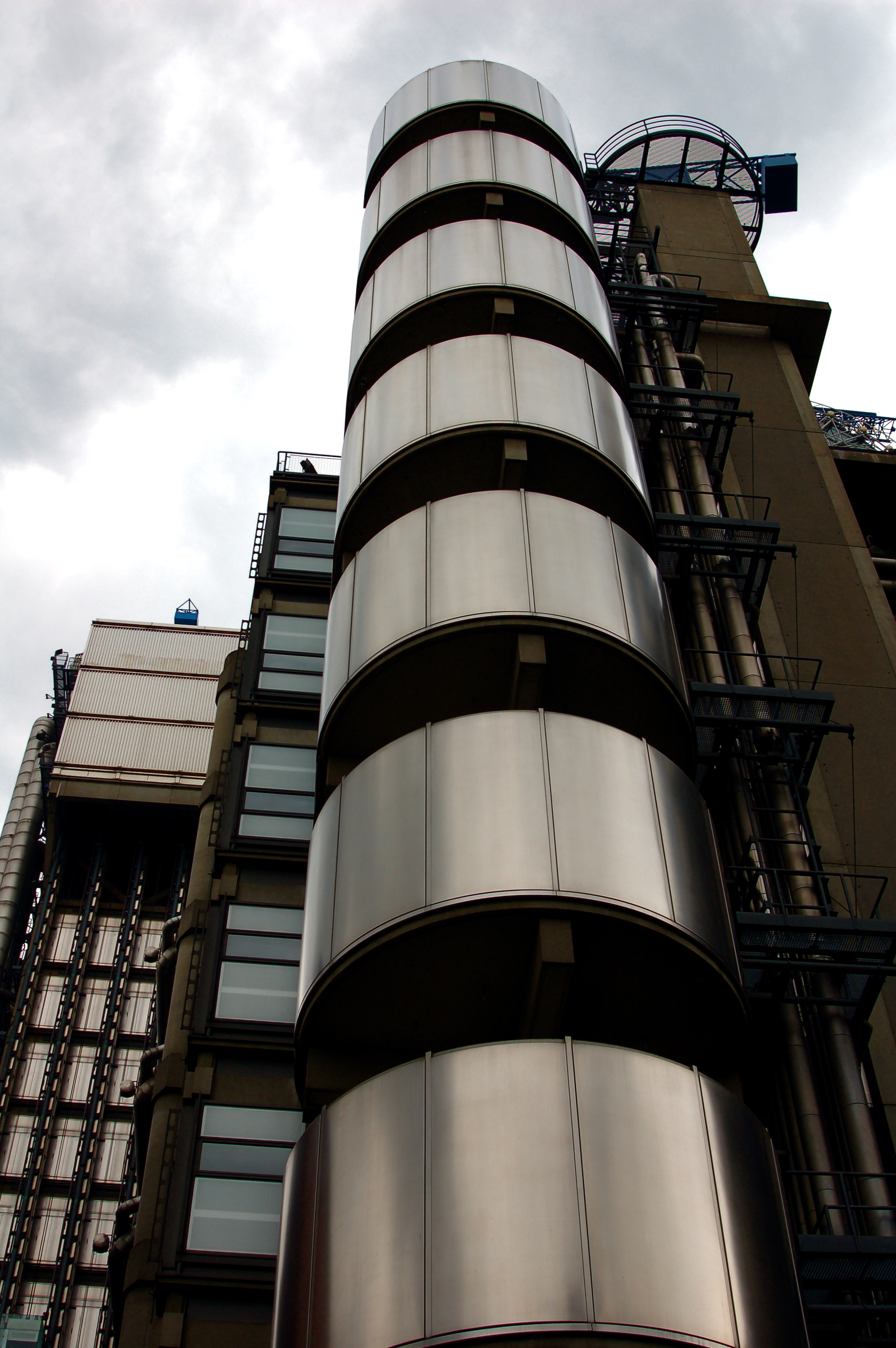

### Senedd Cymru (Walisisches Parlament)

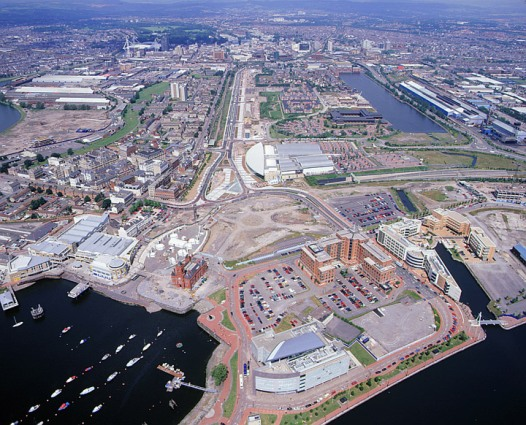
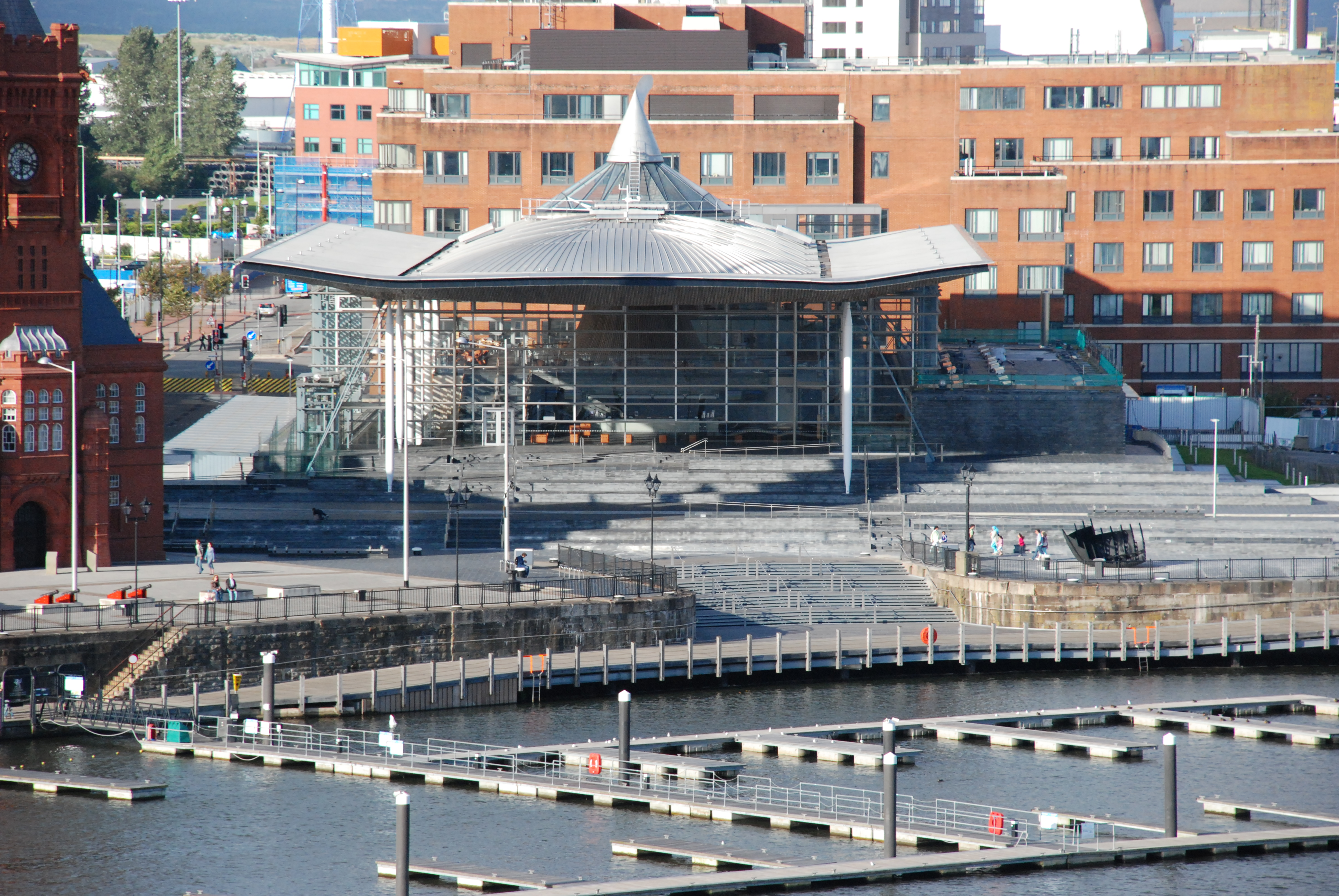
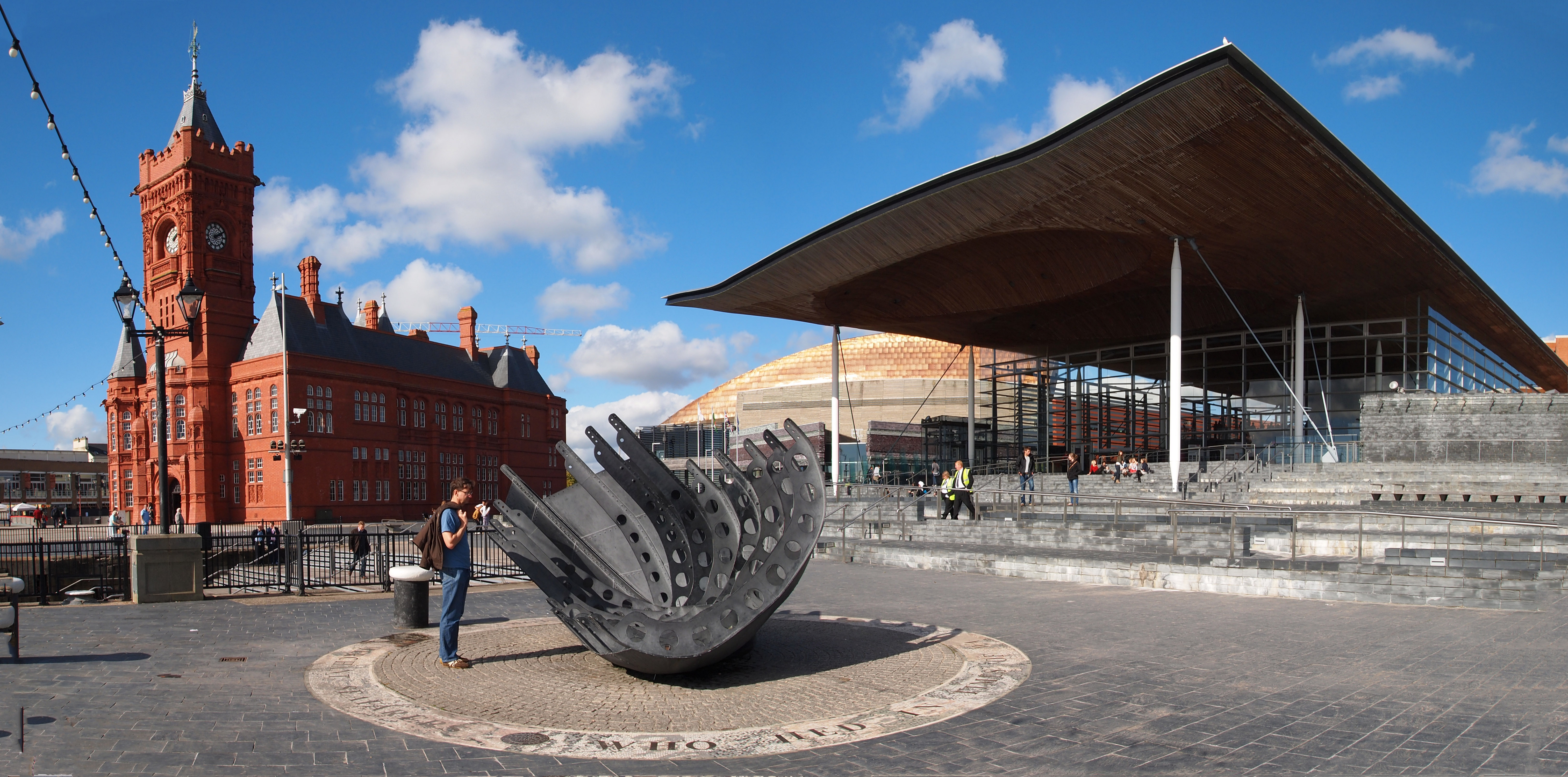
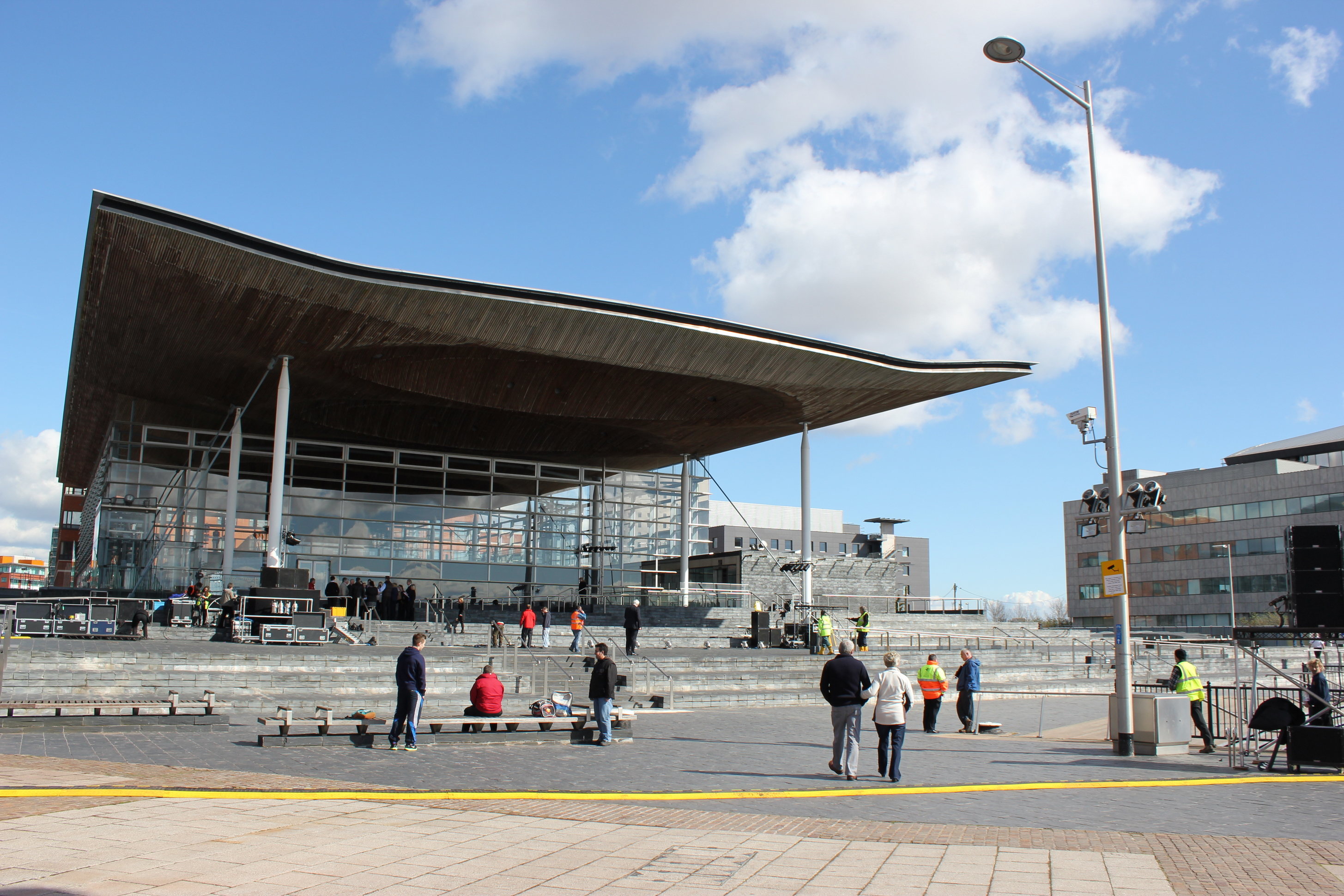
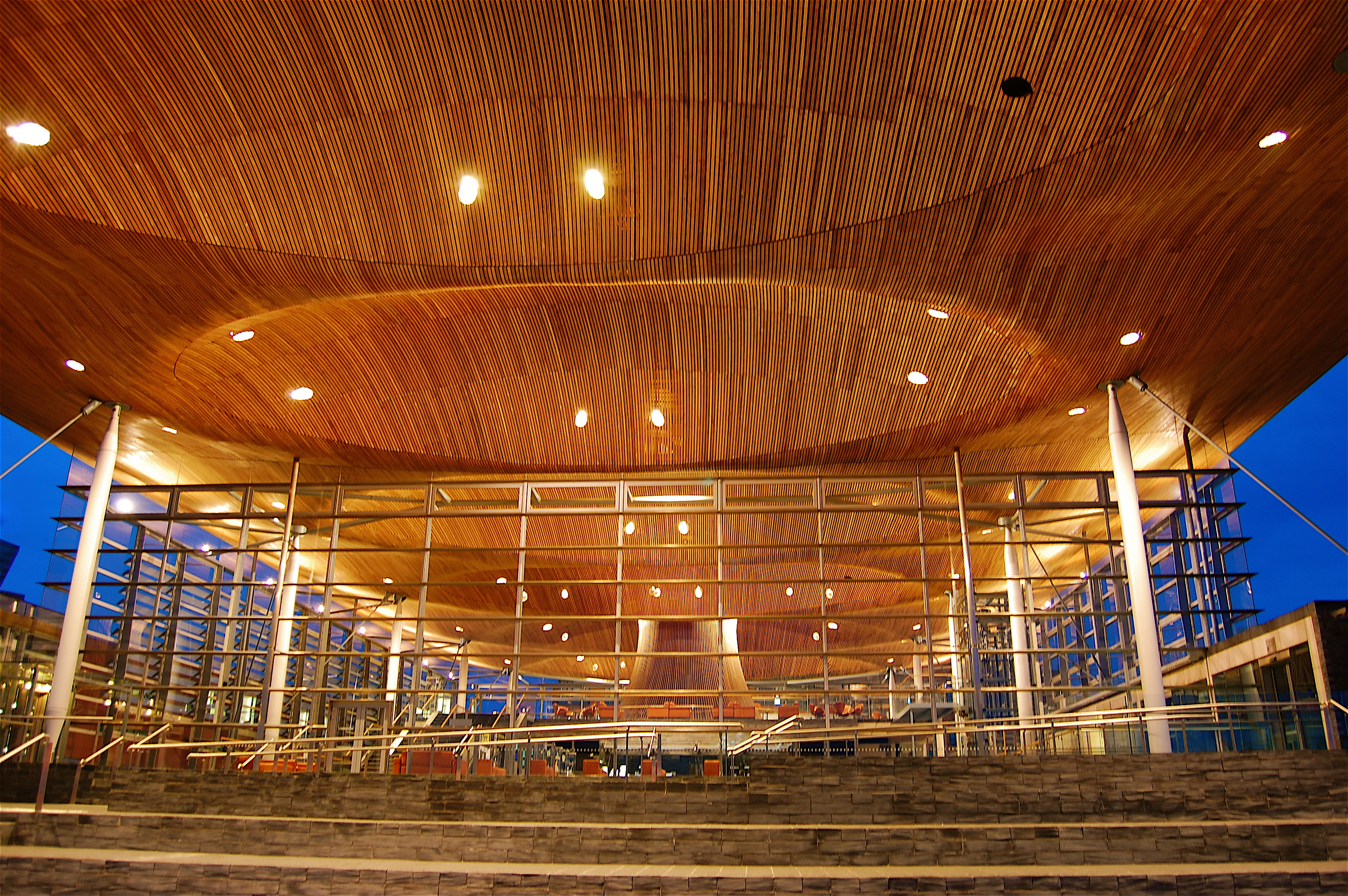
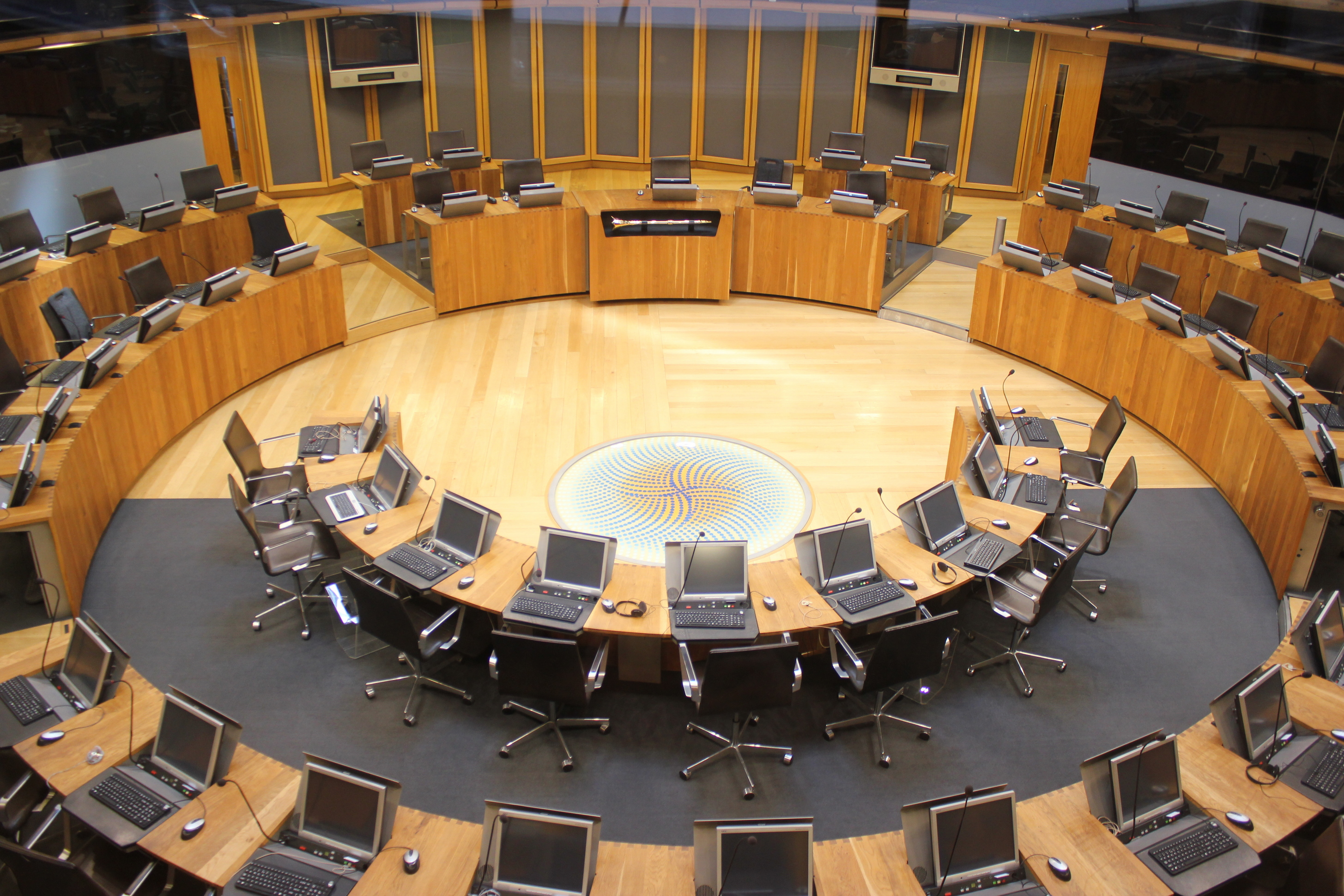

### Flughafen Madrid-Barajas

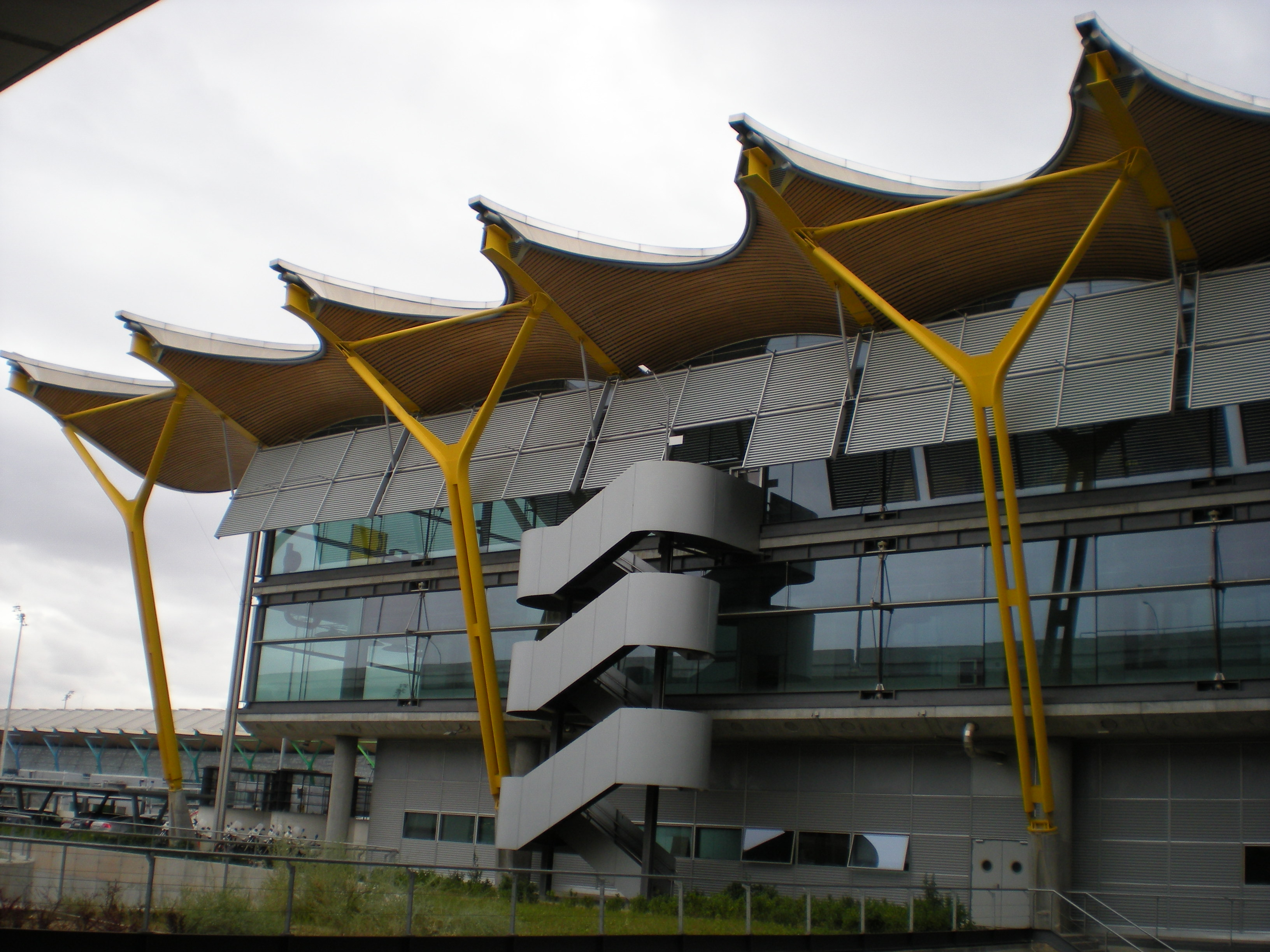
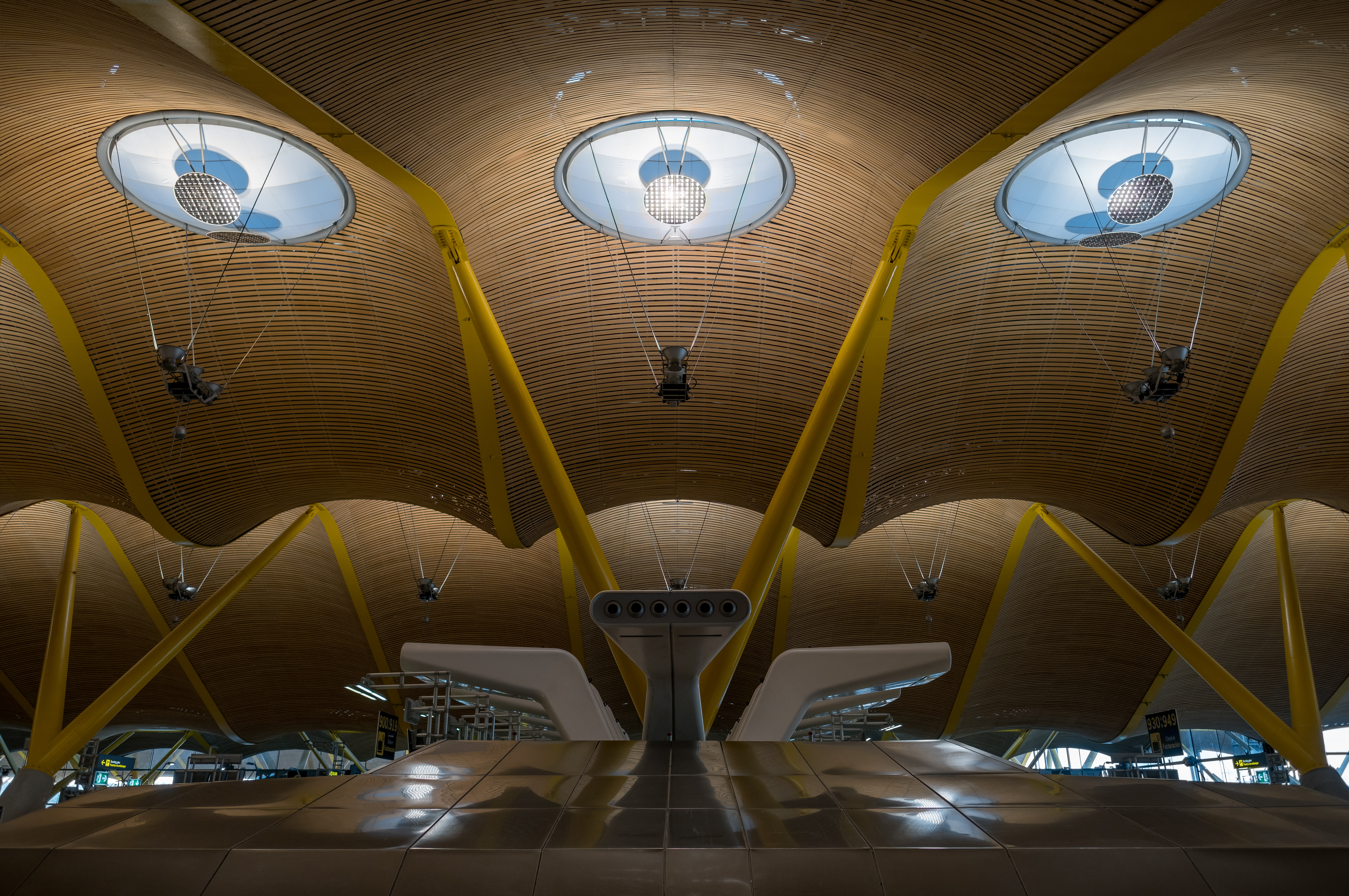
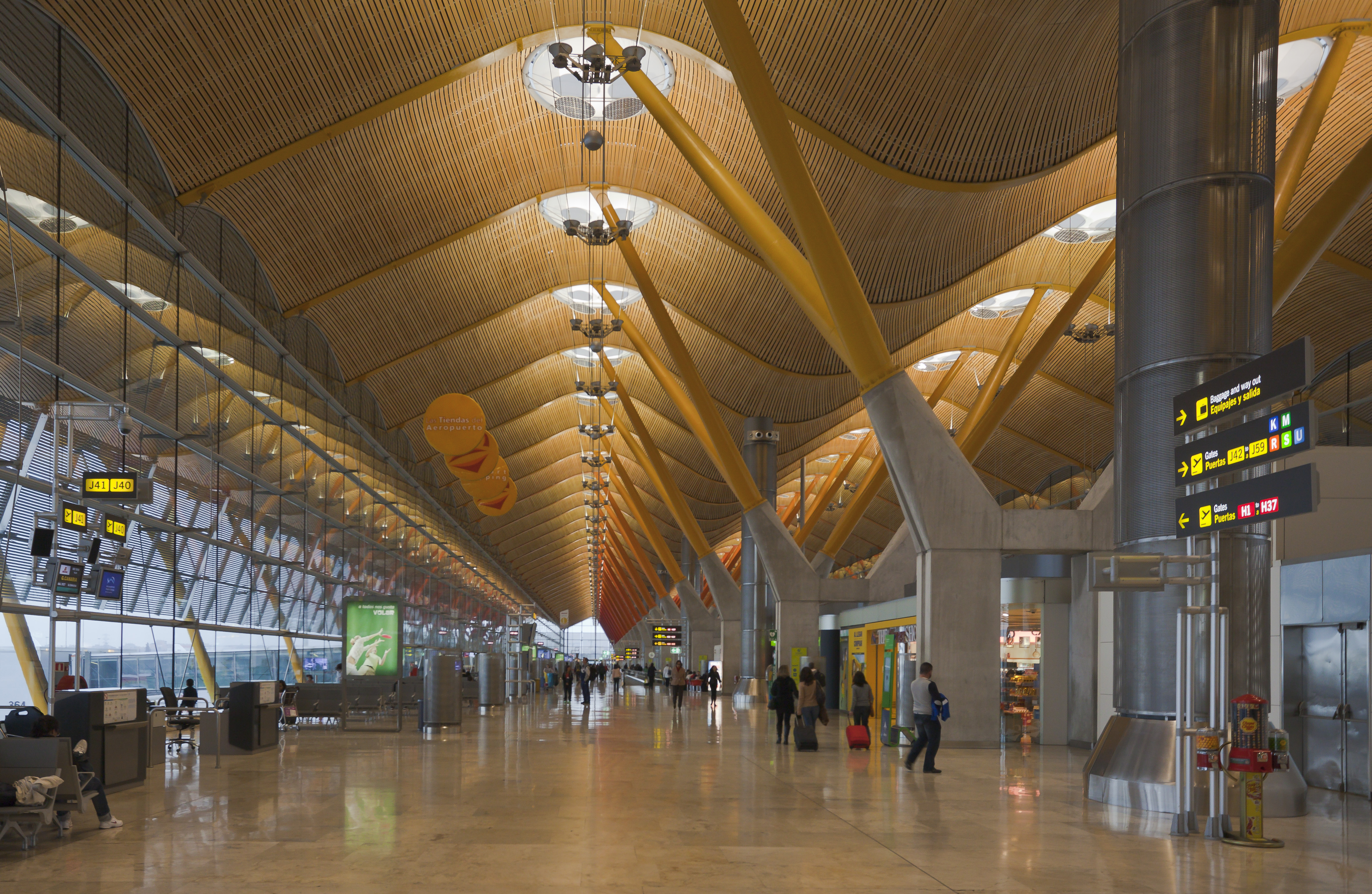
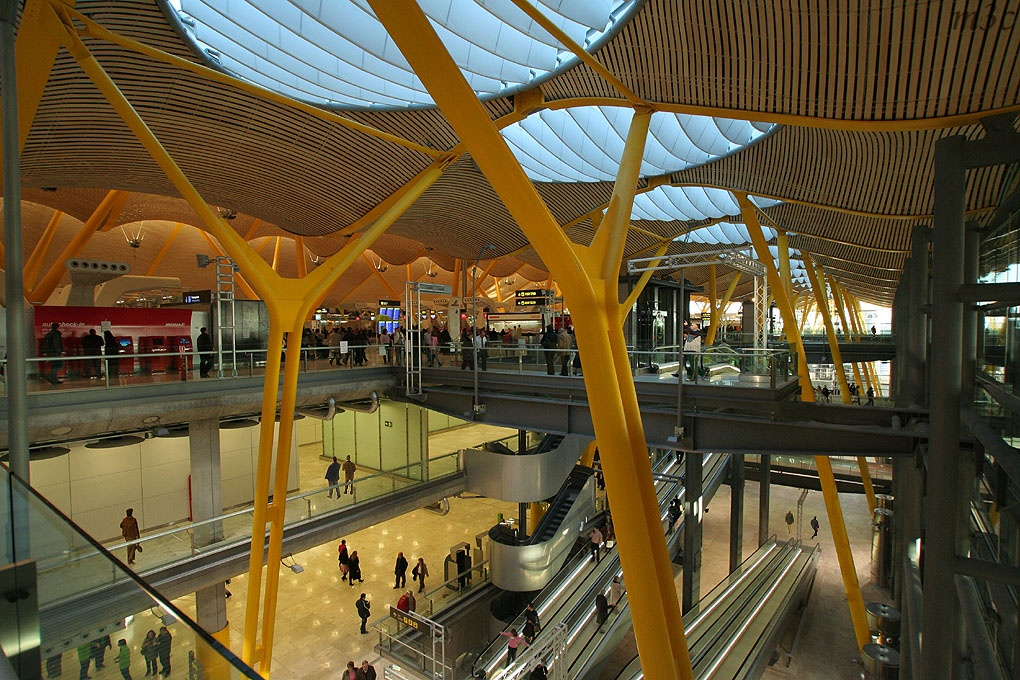
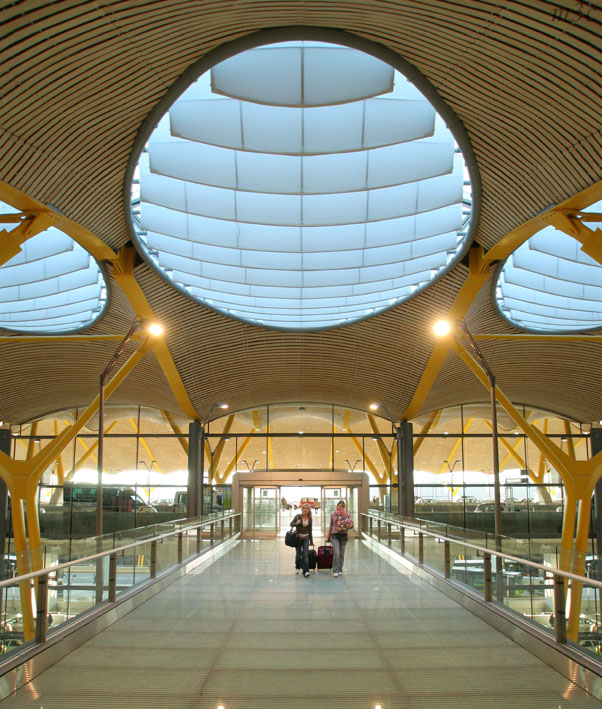
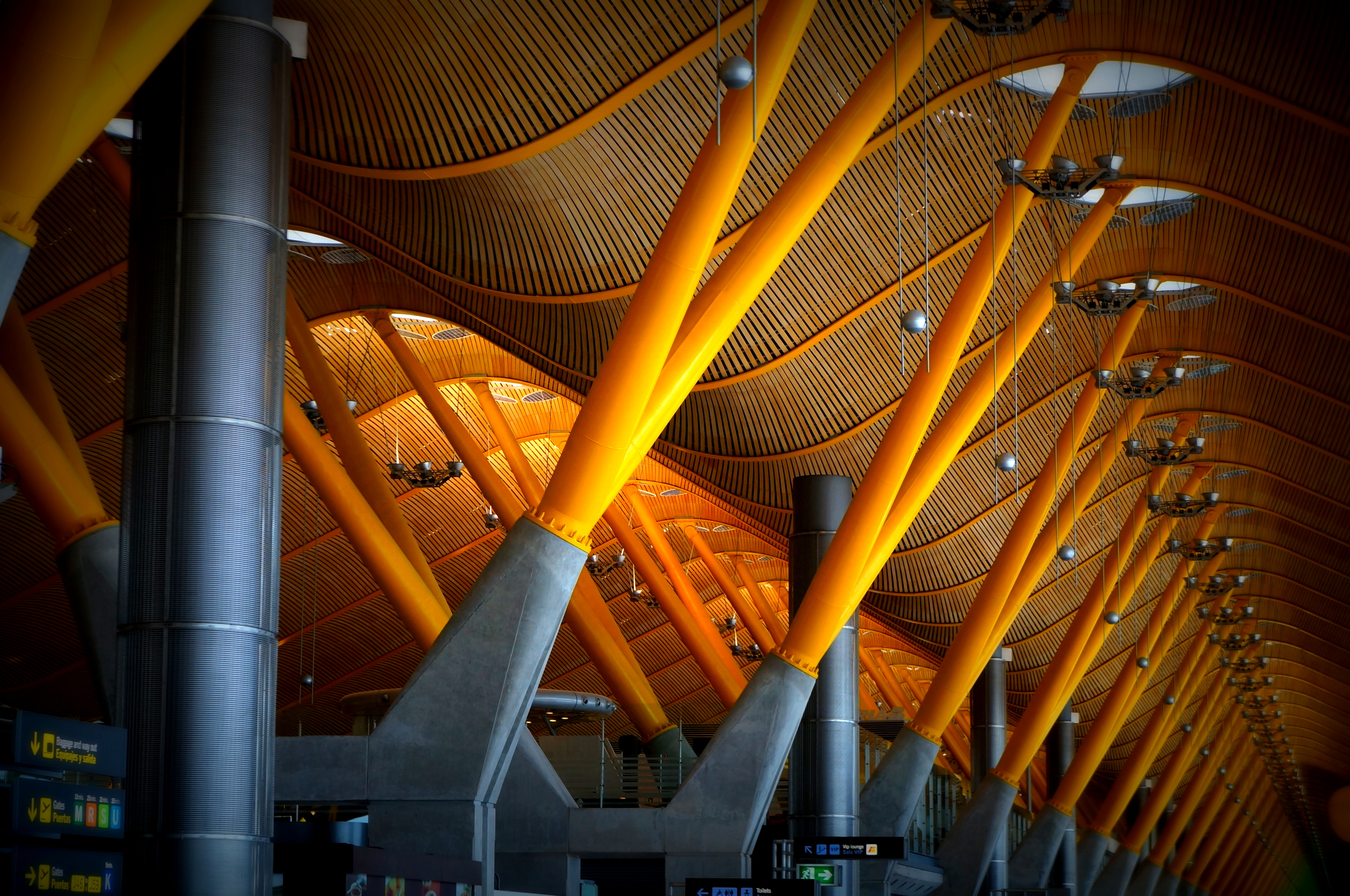

### Three World Trade Center

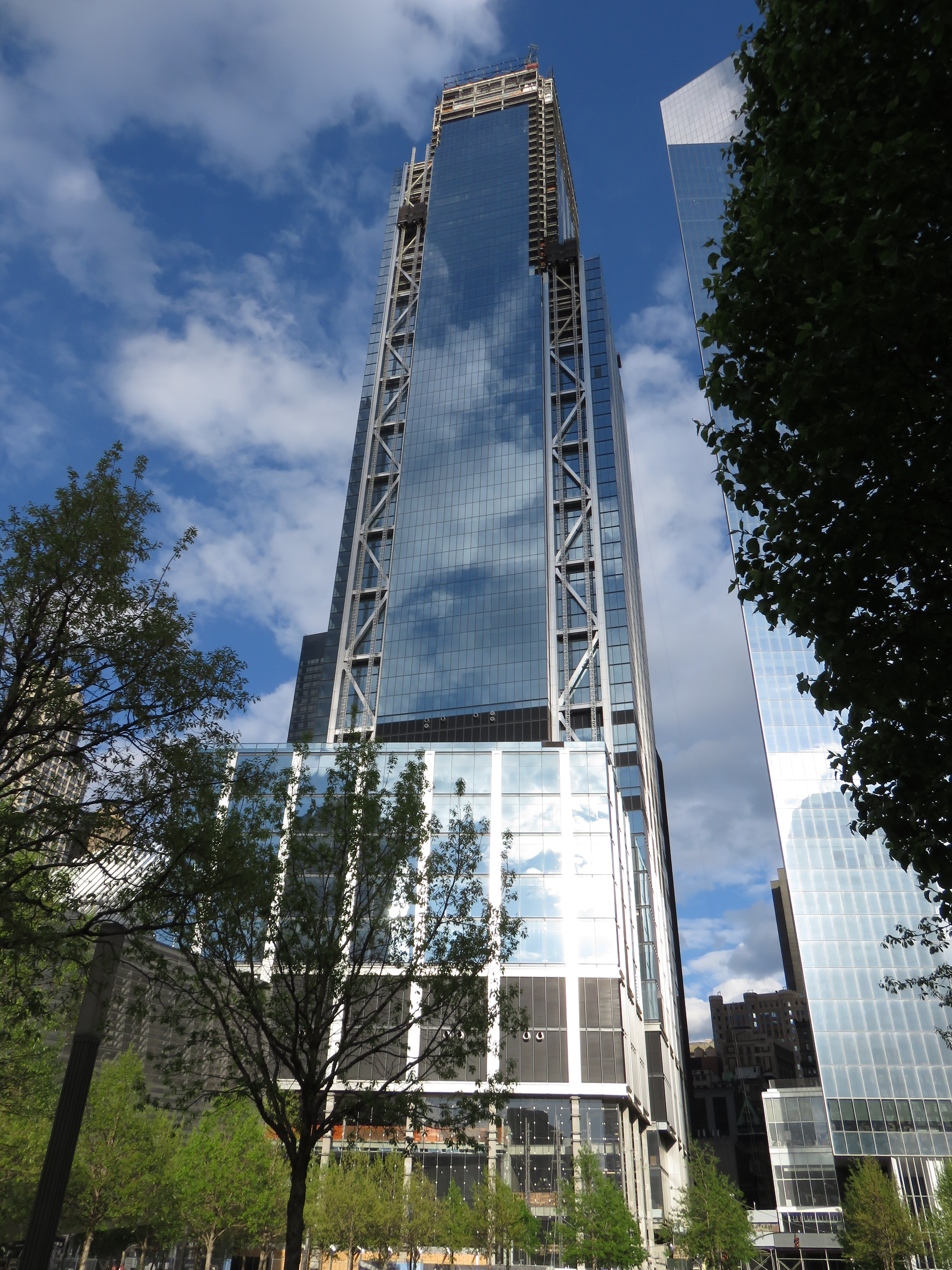
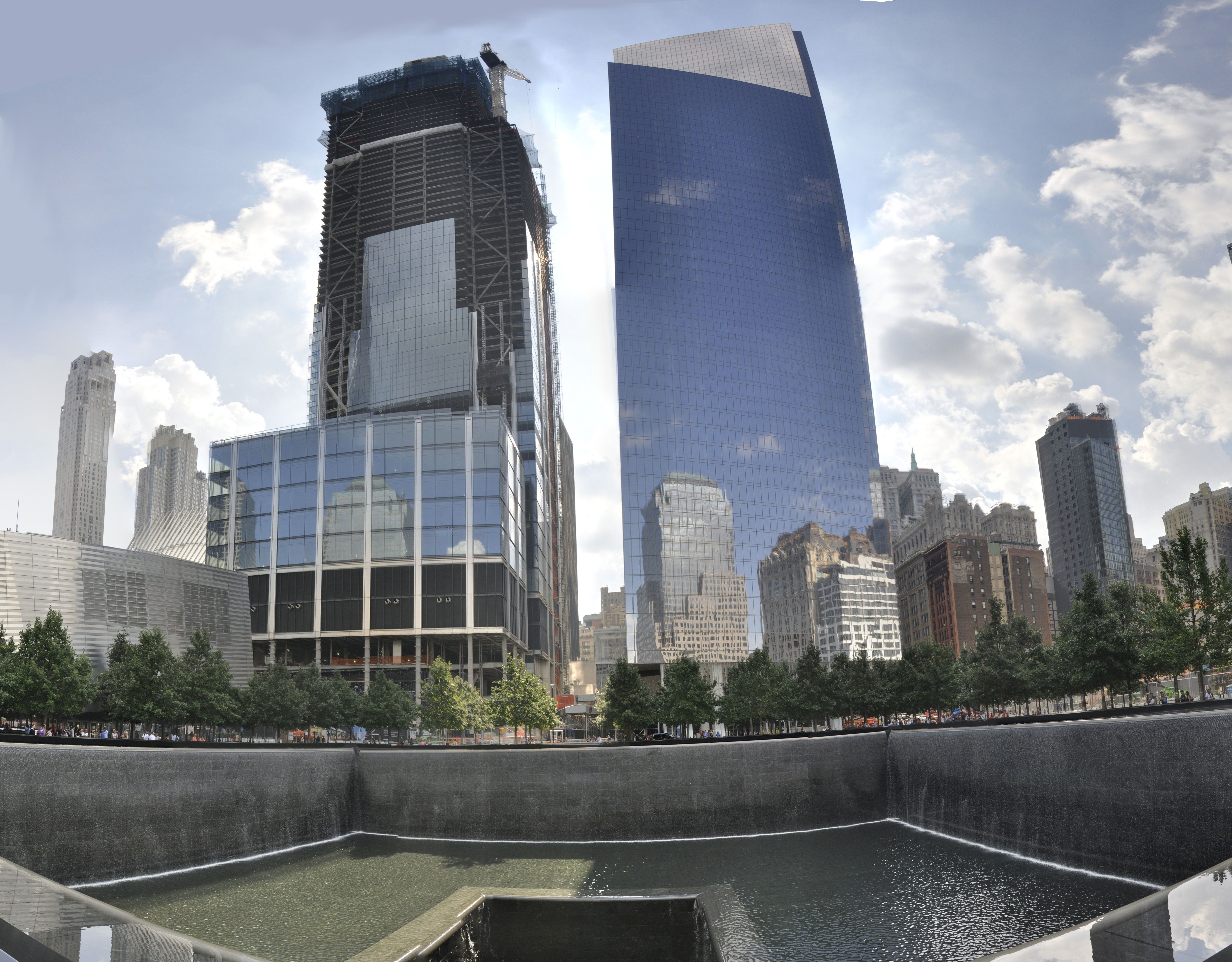
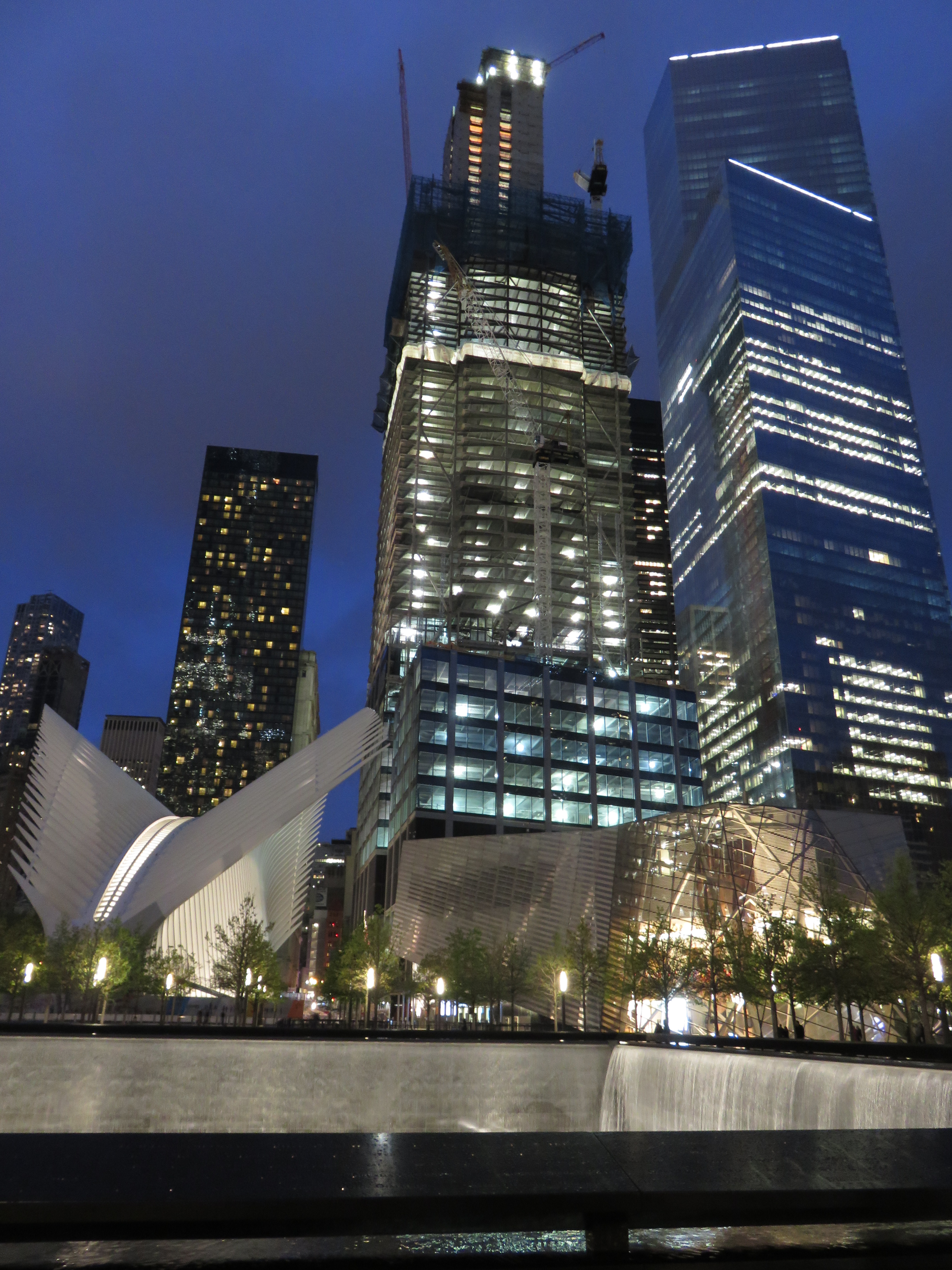

## Zitate
„I would like to be known for buildings which are full of light, which are light in weight, which are flexible, which have low energy, which are what we call legible — you can read how the building is put together.“

## Filme
- Imagine … Richard Rogers: Inside Out. Dokumentarfilm, Großbritannien 2007, 55:30 Min., Regie: James Nutt, Moderation: Alan Yentob, Produktion: BBC, Reihe: Imagine, Erstsendung: 26. Februar 2008 bei BBC One, Inhaltsangabe und Video-Ausschnitt bei der BBC.